# Cá cam vân
Cá cam vân (Danh pháp khoa học: Seriolina nigrofasciata) là loài cá biển thuộc nhóm cá biển khơi trong họ cá khế Carangidae phân bố ở vùng Ấn Độ-Thái Bình Dương, Hồng Hải, Đông châu Phi, Inđônêxia, Trung Quốc, Nhật Bản, Philippin, Việt Nam: cá phân bố ở vịnh Bắc Bộ, Trung Bộ và Nam Bộ, các bờ biển trên 20 hải lý. Chúng còn được gọi là cá cam cu hay cá cu, cá bè Tên thường gọi tiếng Anh: Black banded trevally. Tên thị trường Úc: Black-banded kingfish. Tên gọi tiếng Nhật: Aiburi, Ai-buri. Tên gọi tiếng Tây Ban Nha Medregal listado.

## Đặc điểm
Thân hình bầu dục, dẹp bên, bụng tròn. Kích cỡ 150 – 300 mm. Đầu dẹp bên, phần trước nhô cao làm cho đầu có dạng hình vuông. Mõm ngắn, tù, chiều dài lớn hơn đường kính mắt. Mắt tròn, nhỏ, màng mỡ không phát triển. Răng dài, nhọn, mọc thành đai rất rộng. Trên xương khẩu cái răng mọc thành đai rộng.
Màng nắp mang không liền với ức. Lược mang tiêu giảm, có dạng hạt nhỏ. Đường bên hoàn toàn, không có vảy lăng. Vây lưng rộng, có 7 tia cứng ngắn và yếu. Vây ngực ngắn, rộng. Vây bụng tương đối phát triển, dài hon vây ngực. Thân màu nâu vàng. Ngang thân có 5 - 6 dải màu đen, chạy xiên xuống dưới về phía trước (ở cá lớn, các dải này có thể mờ hoặc đứt đoạn). Vây lưng thứ hai màu đen, đỉnh màu trắng. Vây lưng thứ nhất, vây bụng và vây đuôi màu đen. Mút vây bụng màu trắng. 

## Trong ẩm thực
gười dân vùng biển miền Trung Việt Nam quen thuộc với loài cá có cái tên gọi ngộ nghĩnh "cá cu" (hay còn gọi là cá bè, bè cu). Và món lẩu cá cu là món ăn được người dân hay chế biến từ loại cá này. Cá cu thuộc dạng da trơn nước mặn nên thịt dai và thơm, hình thù gần giống cá ngừ nhưng mình hơi dẹp. Thịt cá mềm dai hài hòa, tươi ngọt, trắng và rất thơm ngon. Cá cu thịt nhiều, trắng và rất thơm ngon.
Cá cu có thể chế biến thành nhiều món ngon: cá cu có thể đem kho síp nước ăn với bún, có thể đem nấu cháo cá cu, nấu canh chua với măng, lá me, khế; cũng có thể chiên giòn rồi dầm với nước mắm pha tỏi, ớt, đường, chanh, ăn kèm với rau sống; nhưng có lẽ phổ biến nhất vẫn là lẩu cá cu, không chỉ bởi sự thơm ngon mà còn là sự bổ dưỡng từ loại cá này. Lẩu cá cu còn là món được nhiều người yêu thích bởi cả cái cách chế biến đơn giản của nó. Ngoài ra còn món lẩu cá cu, cá cu hấp ở xứ Quảng. Dân dã nhất có lẽ là món cá cu nướng. Chỉ việc rắc muối ớt lên cá, gói trong lá chuối rồi đem nướng trên than hồng.